# Lynton
Lynton är en stad i Devon i England. Byn nämndes i Domedagsboken (Domesday Book) år 1086, och kallades då Lintone/Lintona.